# Chérancé (Mayenne)
Chérancé település Franciaországban, Mayenne megyében. Lakosainak száma 155 fő (2022. január 1.). Chérancé Bouchamps-lès-Craon, Craon, Mée, Pommerieux, Saint-Quentin-les-Anges és Segré-en-Anjou Bleu községekkel határos.

## Népesség
A település népességének változása:
| Lakosok száma | 280  | 216  | 201  | 169  | 164  | 160  | 164  | 155  | 150  | 155  |
|               | 1968 | 1982 | 1990 | 2006 | 2013 | 2015 | 2017 | 2019 | 2020 | 2022 |